# Макаров, Виктор Николаевич
Макаров Виктор Николаевич (5 сентября 1937, Минск — 27 августа 2004, Апатиты, Мурманская область) — советский и российский учёный в области горного дела, минералогии и строительного материаловедения, доктор технических наук (1995), профессор (1999), ректор Ивановского инженерно-строительного института (1981—1987), ведущий научный сотрудник Института химии и технологии редких элементов и минерального сырья КНЦ РАН.

## Биография
Родился 5 сентября 1937 года в Минске.
В 1959 году с отличием окончил Криворожский горнорудный институт.
В 1965 году защитил диссертацию «Минералогия осадочных руд Яковлевского месторождения и особенности их хлоритизации» на соискание учёной степени кандидата геолого-минералогических наук.
В 1965—1975 годах — в Институте геологии Кольского научного центра АН СССР: младший научный сотрудник, старший научный сотрудник.
С 1975 года заведовал кафедрой Ивановского энергетического института.
В 1981—1987 годах — один из основных организаторов и первый ректор Ивановского инженерно-строительного института.
С 1987 года — в Институте химии и технологии редких элементов и минерального сырья КНЦ РАН (Кольский научный центр Российской академии наук): ведущий научный сотрудник, заведующий отделом технологии стройматериалов (включающий лабораторию минерального сырья и силикатного синтеза, лабораторию бетонов и сектор огнеупорных материалов). В 1995—2004 годах — заместитель директора по научной работе.
В 1995 году защитил диссертацию «Оценка и управление качеством горнопромышленных отходов при переработке их в строительные материалы» на соискание учёной степени доктора технических наук.
С 2001 года заведовал кафедрой химических технологий, преподавал в Апатитском филиале Мурманского государственного технического университета.
Умер 27 августа 2004 года в городе Апатиты.

## Научная деятельность
Область научных интересов Макарова охватывала геологию, горное дело, химию, химическую технологию, строительное материаловедение и экологию. Он занимался поиском и разведкой рудных и нерудных месторождений, рациональным использованием минерального сырья, переработкой и утилизацией горнопромышленных отходов, разработкой способов снижения их негативного воздействия на окружающую среду, а также созданием новых строительных и технических материалов.
Им предложены типизация медно-никелевых месторождений, минералого-технологическая классификация руд по обогатимости, а также классификация горнопромышленных отходов по степени их экологической опасности. В рамках коллективных исследований разработаны технологии обогащения и переработки руд и концентратов, материалы экологического назначения, оригинальные методы очистки сточных и природных вод, открытых водоёмов от загрязнений кислотами и тяжёлыми металлами.
Большая часть научных работ Макарова была посвящена изучению процессов механической активации, флотации, модификации и упрочнения материалов, износостойкости покрытий, переработке вермикулита, а также созданию эффективных технологий обогащения и утилизации минерального сырья. Его исследования нашли практическое применение и получили широкое цитирование в различных областях — от химии и геологии до машиностроения и экологии.
Он стал основателем геоэкологического направления в Институте химии и технологии редких элементов и минерального сырья КНЦ РАН, был заместителем председателя диссертационного совета института, соруководил совместными проектами с Лулеоским технологическим университетом (Швеция) при поддержке Совета министров северных стран. Являлся членом президиума Кольского научного центра. Участвовал в открытии и освоении Печенгского рудного поля. Под его научным руководством подготовлено 9 кандидатов наук.
Внёс значительный вклад в разработку технологий переработки вскрышных пород и хвостов обогащения ряда крупных месторождений Северо-Запада России — Ковдорского ГОКа, Ковдорского флогопит-вермикулитового месторождения, хибинских апатит-нефелиновых руд, Печенгских медно-никелевых месторождений — с получением строительных и технических материалов.

### Научные труды
- Хлориты из железисто-кремнистых и некоторых других рудных формаций, 1971 (в соавторстве);
- Оптимизация планирования работы медно-никелевых горно-обогатительных предприятий, 1973 (в соавторстве);
- Экологические проблемы хранения и утилизации горнопромышленных отходов, 1998 (в соавторстве).

### Наиболее цитируемые публикации[1]
- Сорбция атмосферного диоксида углерода и структурные изменения силикатов кальция и магния при измельчении: I. Диопсид (Sorption of Atmospheric Carbon Dioxide and Structural Changes of Ca and Mg Silicate Minerals During Grinding: I. Diopside). // International Journal of Mineral Processing. — 2001. — Т. 61, № 4. — С. 273—288. — Цитирований в РИНЦ: 111.
- Сорбция атмосферного диоксида углерода и структурные изменения силикатов кальция и магния при измельчении: II. Энстатит, акерманит и волластонит (Sorption of Atmospheric Carbon Dioxide and Structural Changes of Ca and Mg Silicate Minerals During Grinding: II. Enstatite, Åkermanite and Wollastonite). // International Journal of Mineral Processing. — 2001. — Т. 61, № 4. — С. 289—299. — Цитирований в РИНЦ: 65.
- Формы нахождения никеля в лежалых хвостах обогащения медно-никелевых руд. // Доклады Академии наук. — 2004. — Т. 399, № 1. — С. 104—106. — Цитирований в РИНЦ: 22.
- Механохимическое взаимодействие силикатов кальция и алюмосиликатов с диоксидом углерода (Mechanochemical Interaction of Ca Silicate and Aluminosilicate Minerals with Carbon Dioxide). // Journal of Materials Science[англ.]. — 2004. — Т. 39, № 16—17. — С. 5393—5398. — Цитирований в РИНЦ: 30.
- Эффект глубокой карбонизации диопсида при механической активации в среде CO₂. // Доклады Академии наук. — 2001. — Т. 378, № 2. — Цитирований в РИНЦ: (не указано).
- Механическая активация природного титанита и её влияние на разложение минерала (Mechanical Activation of Natural Titanite and Its Influence on the Mineral Decomposition). // International Journal of Mineral Processing. — 2003. — Т. 69, № 1—4. — С. 143—155. — Цитирований в РИНЦ: 27.
- Инженерная экология: особенности гипергенных процессов в заскладированных горнопромышленных отходах. // Инженерная экология. — 1999. — № 4. — С. 2—9. — Цитирований в РИНЦ: 25.
- Поверхностное окисление синтетического пирротина при циклическом смачивании и высушивании (Surface Oxidation of Synthetic Pyrrhotite During Wetting-Drying Treatment). // Environmental Engineering Science. — 2000. — Т. 17, № 6. — С. 329—335. — Цитирований в РИНЦ: 25.
- Классификация горнопромышленных отходов по степени их экологической опасности. // Химия в интересах устойчивого развития. — 1997. — № 5. — Цитирований в РИНЦ: (нет данных).
- Классификация горнопромышленных отходов по типу минеральных ассоциаций и характеру процессов окисления сульфидов. // Геоэкология. Инженерная геология, гидрогеология, геокриология. — 2000. — № 2. — С. 136—143. — Цитирований в РИНЦ: 24.

## Награды
- Орден Дружбы;
- Медаль «Ветеран труда»;
- Почётные грамоты РАН, губернатора Мурманской области.